# Jean Hardouin

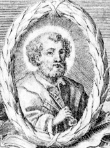
Jean Hardouin (XVII-wieczna rycina)

Jean Hardouin (także Harduin, zlatynizowany Harduinus) (ur. 23 grudnia 1646 w Quimper w Bretanii, zm. 3 września 1729 w Paryżu) – francuski duchowny (jezuita) i erudyta.
Długoletni wykładowca teologii, w 1683 mianowany został bibliotekarzem w renomowanym jezuickim Kolegium Ludwika Wielkiego, piastując to stanowisko dozgonnie. Znany przede wszystkim jako teolog i filolog, zajmował się również numizmatyką, będąc autorem kilku prac odznaczających się oryginalną interpretacją. Należą do nich:
- Nummi antiqui populorum et urbium illustrati (1684)
- Antirrheticus de nummis antiquis coloniarum et municipiorum (1689)
- Chronologiae ex nummis antiquis restitutae (1693)
- Chronologia Veteris Testamenti ad vulgatam versionem exacte et nummis illustrata (1696)